# مقاطعة أهافو آنو الجنوبية
مقاطعة أهافو آنو الجنوبية (بالإنجليزية: Ahafo Ano South District)‏ هي district of Ghana تقع في غانا في Mankranso. يقدر عدد سكانها بـ — نسمة ومساحتها 1,126 كم2 .